# 崔伊·曼西尼
約瑟夫·安東尼·「崔伊」·曼西尼（英語：Joseph Anthony "Trey" Mancini，1992年3月18日—），綽號「Boomer」，為美國職棒大聯盟的一壘手與外野手，目前為自由球員，他先前曾效力於金鶯、太空人與小熊等隊。

## 職業生涯

### 巴爾的摩金鶯
2016年
9月18日，因為9月擴編的關係，曼西尼進入了40人名單。9月20日，曼西尼登上大聯盟，並在第二個打席擊出大聯盟生涯首轟。他也成為金鶯隊史上第四位首安即首轟的球員。2天後，曼西尼再度先發。面對大衛·普萊斯，曼西尼擊出了生涯第二轟。9月24日，他在第三次先發擊出生涯第三轟。他成為史上第3位達成前三場先發都敲出全壘打的球員。
2017年
該年，曼西尼進入了金鶯隊的開幕戰名單之中。4月16日，他達成單場雙響砲。他在生涯前12場比賽就擊出7支全壘打。
6月7日，在跨聯盟面對海盜的比賽中。曼西尼先於第9局代打擊出追平2分砲，再於11局擊出再見3分砲。隊史前一位能代打並達成此紀錄已經是1987年的Mike Young了。
6月25日，曼西尼擊出單季第14轟。他也成為金鶯隊史上在明星賽前擊出最多全壘打的菜鳥球員。
2018年
該年他出賽156場比賽，打擊率2成42，24轟58分打點。
2019年
這一年他開季表現優異，他和艾力克斯·布萊格曼、安東尼·倫登成為大聯盟該年唯三位單季擊出至少35支二壘安打、34轟與100次得分的球員。9月24日，他在面對藍鳥隊的比賽中更是擊出個人新高的單場5支安打。該年他的打擊率為2成91，並敲出35轟與97分打點。
2020年
3月7日，曼西尼因為進行與棒球無關的醫療程序而缺席春訓。3月12日，他因為結腸癌而進行手術。4月28日，曼西尼宣布他罹患大腸癌第三期。無論2020年賽季有沒有開打，他整年都不會上場。
2021年
2020年11月，曼西尼宣布抗癌成功，將正式重返大聯盟。而他也成功在春訓首戰亮相，並在球季首打席登場時，獲得全場球迷鼓掌喝采。整季他的打擊率為2成55，並敲出21轟與71分打點。11月22日，他拿下美聯東山再起球員獎。
2022年
7月28日，曼西尼擊出場內全壘打。這球原本應該只是個高飛犧牲打，但外野手守備被陽光干擾，導致最終讓曼西尼一路跑回本壘得分。

### 休士頓太空人
2022年8月1日，金鶯、太空人與光芒發動三方交易。金鶯獲得Seth Johnson和Chayce McDermott；光芒獲得José Siri；太空人獲得曼西尼和Jayden Murray。他在8月3日就敲出全壘打，兩天後更是敲出生涯首發滿貫砲。這年他在太空人的打擊率為1成76，球隊最後順利拿下分區冠軍。這年他合計打擊率為2成39，並敲出18轟與63分打點。
2022年世界大賽第五場，曼西尼接替受傷的尤里斯基·古力歐上場守備，還成功接殺凱爾·舒瓦伯的平飛球。最後太空人4勝2敗獲得冠軍，球季結束後，曼西尼成為自由球員。

### 芝加哥小熊
2023年1月20日，曼西尼與小熊簽下2年1,400萬美元的合約。不過他只繳出2成34的打擊率，並敲出4轟與28分打點。最後小熊在8月1日認賠將他指定讓渡，並於8月3日將他釋出。

## 個人生活
曼西尼擁有義大利和愛爾蘭的血統。他在2021年3月成功向女友求婚。

## 外部連結
- 球員資訊和成績在MLB ，ESPN ，Retrosheet ，Baseball Reference ，Baseball Reference (Minors) ，Fangraphs ，The Baseball Cube （英文）
- 崔伊·曼西尼的X（前Twitter）